# Henry Head

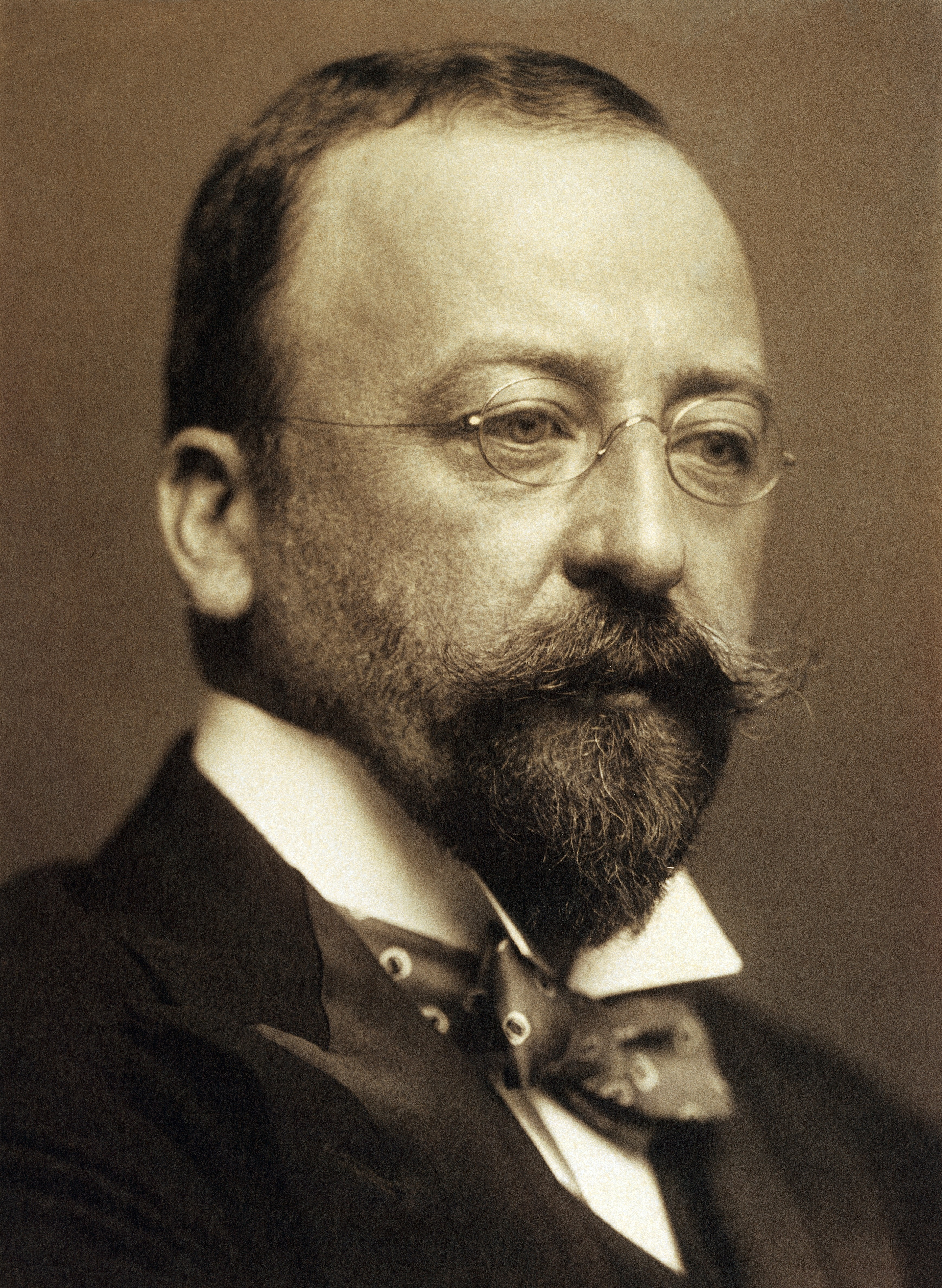
Henry Head, etwa um 1910

Sir Henry Head (* 4. August 1861 in London; † 8. Oktober 1940 in Hartley Court bei Reading) war ein englischer Neurologe.

## Leben
Henry Head wurde im Londoner Ortsteil Stamford Hill in eine Quäkerfamilie geboren. Der junge Henry errang ein naturwissenschaftliches Stipendium für die Charterhouse-Schule und danach eine Freistelle für das Trinity College Cambridge. In Cambridge hatte er als Lehrer die Physiologen Michael Foster, Walter Gaskell und John Newport Langley. Head ging dann für zwei Jahre an die deutsche Karls-Universität in Prag, wo er bei dem Physiologen Ewald Hering arbeitete und auf dem Gebiet der Atmungsphysiologie forschte.
Nach seiner Rückkehr nach England war er in verschiedenen Abteilungen des University College Hospital in London tätig, 1890 bestand er sein Staatsexamen. Gleich danach wandte er sich einer klinischen Untersuchung über die überempfindlichen (hypersensiblen) Hautzonen bei verschiedenen Erkrankungen der Bauchorgane zu. Mit dieser Arbeit errang er 1890 die Doktorwürde in Cambridge; zugleich wurde damit sein Name in der Neurologie verewigt: Headsche Zonen (auch Head-Mackenziesche Zone genannt). In den nächsten Jahren widmete er sich der Forschung über Physiologie der afferenten Leitungsbahnen, wobei die Beobachtung mehrerer Fälle von Herpes zoster ihm ermöglichte, die Dermatome abzugrenzen.
1896 wurde Head Lektor an der Whitechapel Medical School und Assistent Physician am Londoner Hospital, 1899 Mitglied der Royal Society of Medicine. Ein Jahr später wurde er Fellow des Royal College of Physicians (FRCP) und erhielt die Auszeichnung zum Goulstonian Lecturer. Seine wichtigsten Forschungen führte Head nach 1900 zusammen mit Gordon Holmes durch. Dabei wurde eine neue Auffassung über den Sensibilitätsverlust bei Störung der höchsten Zentren entwickelt, die zum Begriff eines „Körperschemas“ führte.
Als 1914 der Krieg ausbrach, wurde Henry Head zum beratenden Arzt am Empire Hospital in London ernannt. Er beschäftigte sich vor allem mit der physiologischen Problemen der Querschnittsverletzungen des Rückenmarks. Nach dem Kriegsende richtete sich Heads Aufmerksamkeit auf das Problem der Aphasie. Head begann mit einer ausführlichen kritischen Übersicht über die Geschichte der Aphasie. Er missbilligte die Systematisierungen, die Pierre Marie, Carl Wernicke und viele andere vorgeschlagen hatten. Aphasische Störungen eigneten sich nicht zu einfachen beschreibenden Einteilungen wie „motorisch“ und „sensibel“ oder „exekutiv“ und „espressiv“. Head kam zu dem Schluss, dass bei Fällen mit Aphasie in Wirklichkeit nicht die allgemeinen intellektuellen Fähigkeiten leiden, sondern nur ein Mechanismus, durch den gewisse Teiläußerungen der Geistestätigkeit ins Spiel gebracht werden.
Ab 1921 wurde bei Head zunehmend eine Bewegungsarmut beobachtet, die sich in der folgenden Zeit als Zeichen einer Parkinsonsche Krankheit erwies. Während der langjährigen Invalidität, hielt er seine intellektuellen Interessen aufrecht. 1927 erhob ihn der König durch Ritterschlag als Knight Bachelor („Sir“) in den persönlichen Adelsstand. Im Jahr 1932 wurde er zum Mitglied der Leopoldina gewählt. 1928 zog die Familie Head nach Hartley Court um näher an London zu sein. Henry Head verstarb in seinem 80. Lebensjahr, am 8. Oktober 1940.

## Schriften (Auswahl)
- On the regulation of respiration. In: The Journal of Physiology. Band 10, 1889, S. 1–70 und 279–290.
- On the disturbances of sensation, with special reference to the pain of visceral disease. Thesis for M.D. In: Brain. (Oxford) 1893, Band 16, S. 1–133, Band 17, 1894, S. 339–480, und Band 19, 1896, S. 153–276. (deutsch: Die Sensibilitätsstörungen der Haut bei Visceralerkrankungen. Übersetzt von Friedrich Wilhelm Seiffer mit einem Vorwort von Julius Eduard Hitzig. Berlin, Hirschwald 1898.)
- mit Alfred Walter Campbell: The pathology of herpes zoster and its bearing on sensory location. In: Brain. (London) Band 23, 1900, S. 353–523.
- mit William Halse Rivers Rivers und James Sherren: The afferent nervous system from a new aspect. In: Brain. (London) Band 28, 1905, S. 99–115.
- mit James Sherren: The consequences of injury to the peripheral nerves in man. In: Brain. (London) Band 28, 1905, S. 116–138.
- mit William Halse Rivers Rivers: A human experiment in nerve division. In: Brain. (London) Band 31, 1908, S. 323–450.
- mit Harold Theodore Thompson: The grouping of afferent impulses within the spinal cord. In: Brain. Band 29, 1906, S. 537–741.
- mit Gordon Morgan Holmes: Sensory disturbances from cerebral lesions. In: Brain. Band 34, 1911, S. 102–254.
- mit William Halse Rivers Rivers, Gordon Morgan Holmes, James Sherren, Theordoe Thompson und George Riddoch: Studies in Neurology. 2 Bände. H. Frowde, Hodder & Stoughton, London 1920; https://archive.org/stream/studiesinneurolo01headiala#page/n7/mode/2up.
- Aphasia and kindred disorders of speech. 2 Bände. Cambridge University Press, London 1926.